# Объединённая церковь Святого Андрея в Каире
Объединённая церковь Святого Андрея в Каире (англ. St. Andrew's United Church in Cairo) — христианская церковь в Египте, включает англоязычный международный приход, египетский приход и пять общин беженцев. 

## Расположение
Церковное здание было построено в 1908 году и расположено по адресу: 38 улица 26 Июля, между улицами Рамсес и Галаа, над станцией метро «Насер» в центре Каира. Богослужения на английском языке проводятся по пятницам в 10:00.

## Работа с беженцами
Церковь также обеспечивает деятельность Службы помощи беженцам Святого Андрея. С 1978 года приход Святого Андрея играет ключевую роль в образовании и защите прав африканских беженцев в Египте. Большинство беженцев прибыли из Судана, но некоторые также приехали из Эритреи, Сомали и Ирака. Служба помощи беженцам изначально была частью деятельности церкви, но в настоящее время функционирует как отдельная организация с собственным советом, хотя члены церкви продолжают участвовать в волонтёрских программах. Беженцы активно вовлечены в администрирование программ.
Офис юридической помощи беженцам предоставляет информацию о переселении в США через программу «Прямой доступ» для иракских беженцев, а также оказывает услуги другим группам беженцев по направлению. Программа лидерства, образования и развития для молодёжи включает образовательные услуги, спортивные мероприятия и музыкальную терапию в стиле хип-хоп для суданской молодёжи из групп риска.

## Образовательная деятельность
Программа образования для детей включает шесть классов начальной школы и пять классов для подростков, обслуживая 220 детей-беженцев (с очередью из 75 детей). Учебный план охватывает базовые предметы и обучение разрешению конфликтов. Ежедневно детям предоставляют горячие обеды, молоко и фрукты.
Программа образования для взрослых предлагает курсы английского языка, бизнеса, бухгалтерии и компьютерной грамотности для улучшения возможностей трудоустройства. Курсы по жизненным навыкам включают обучение родительским компетенциям и управлению конфликтами. Программа обслуживает 600 студентов. Африканский кооператив беженцев обучает производству ремёсел и помогает сбывать изделия, обеспечивая доход для 30 человек.